# Klasztor Hradisko
Klasztor Hradisko – barokowy klasztor znajdujący się w Ołomuńcu, w Czechach. Od XIX wieku użytkowany jako szpital wojskowy.

## Historia
Założony w 1078 roku przez księcia ołomunieckiego Otto I Pięknego, który sprowadził doń benedyktynów. W 1150 roku ich miejsce zajęli norbertanie i zajmowali go aż do roku 1784, kiedy to cesarz Józef II dokonał, w ramach reformy kościelnej, kasaty klasztoru. W trakcie wojny trzydziestoletniej został zniszczony przez okupujące Ołomuniec wojska szwedzkie. Budowa nowego klasztoru według projektu włoskiego architekta Giovanniego Pietro Tencalli rozpoczęła się w roku 1650 i trwała do pierwszej połowy XVIII wieku. Budynek został zbudowany w stylu barokowym. Ma cztery skrzydła, cztery wieże narożne i jedną centralną i trzy dziedzińce. Wnętrze jest zdobione zabytkami sztuki z epoki, m.in. pracami malarzy: Paula Trogera, Daniela Grana czy rzeźbiarzy: Josefa Antonína Winterhaldera i Georga Antonína Heinza. Zeświecczenie obiektu spowodowało jednak, że sztukę baroku można podziwiać praktycznie wyłącznie w kaplicy św. Szczepana, która po likwidacji klasztoru pełniła funkcję kościoła parafialnego i zachowała się bez większych zmian.

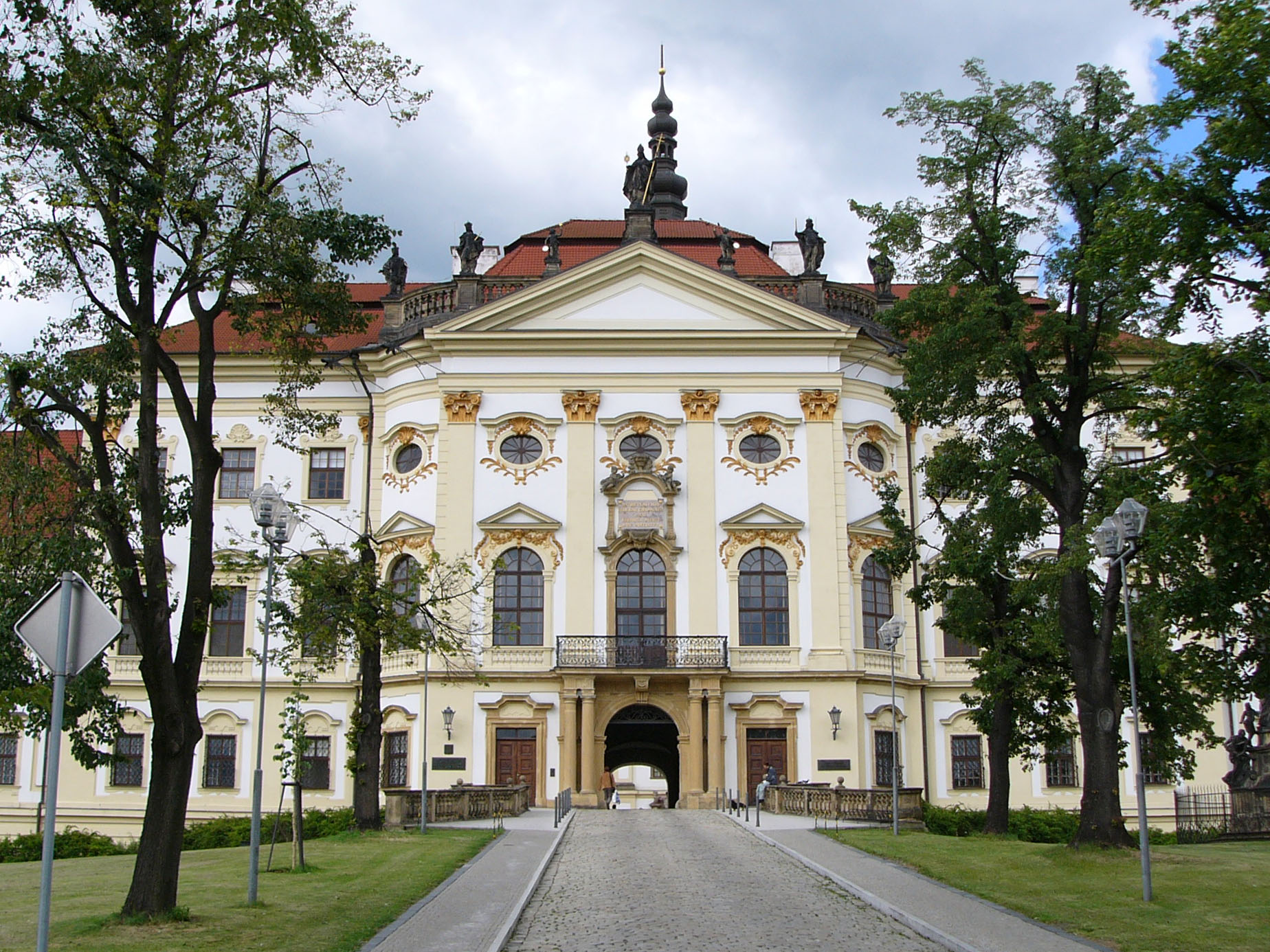
Klasztor Hradisko – fasada
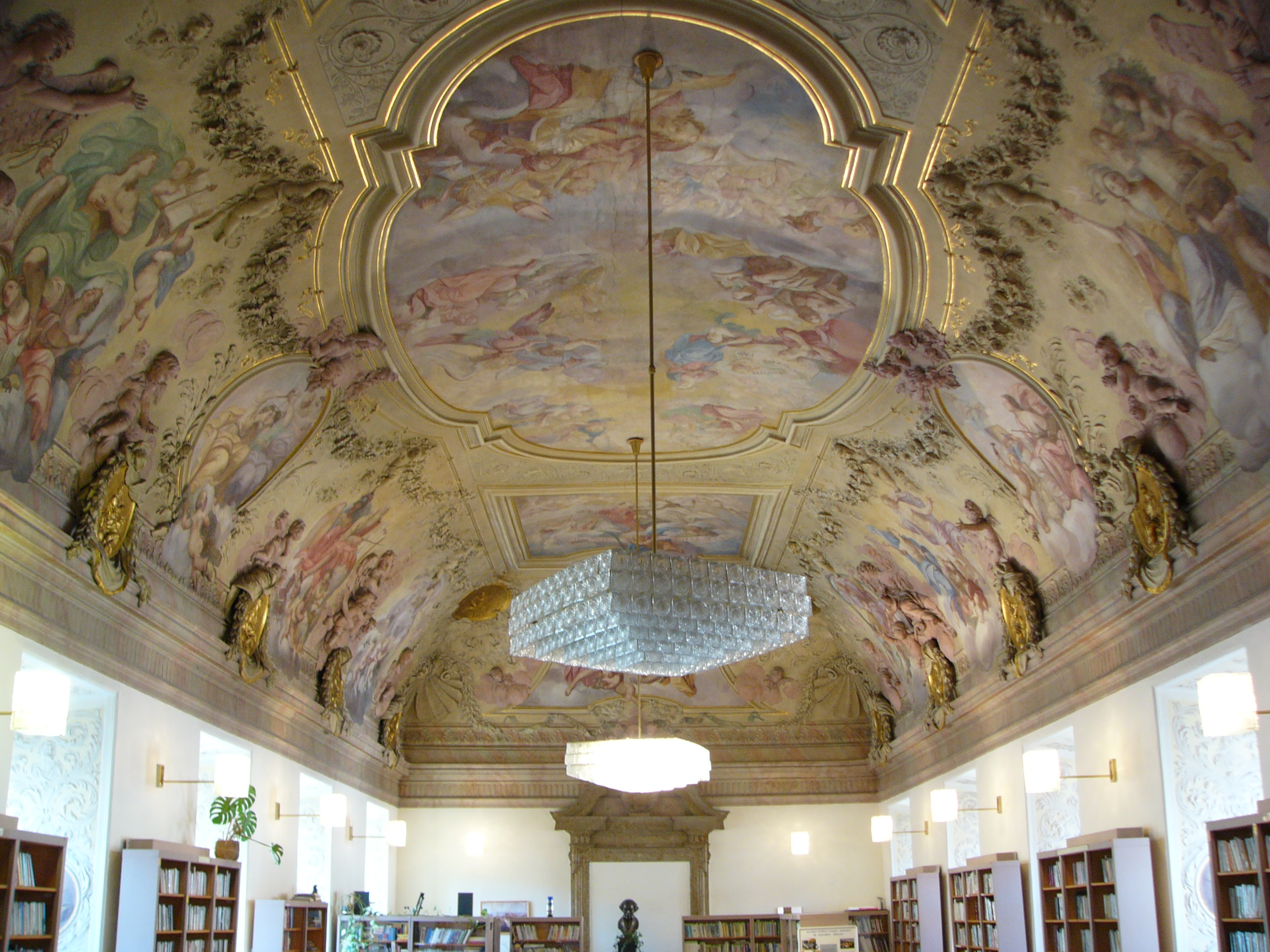
Biblioteka klasztorna

Po kasacji klasztoru został on przekształcony w generalne katolickie seminarium. W roku 1790 obiekt przejęła armia austriacka, która początkowo używała go jako magazyn, następnie w 1800 roku jako więzienie dla francuskich jeńców wojennych, a w 1802 roku nadała mu pełnioną madal funkcję szpitala wojskowego. Turyści mogą zobaczyć wnętrza obiektu w czasie wizyt z przewodnikiem w określone dni miesiąca.